# 蒺藜科
蒺藜科只有30属大约250种，主要分布在热带、亚热带、温带的干旱地区，中国有5属，主要分布在西北和北方较干旱地区。克朗奎斯特分类法将其分入无患子目，但2003年根据基因分类的APG II 分类法没有将其分入任何一目，只是I类真蔷薇分支中的一个独立科，也可以单独列为一个“蒺藜目”，刺球果科也可以单独列为一科也可和蒺藜科合并。在随后的APG III 分类法中本科与刺球果科列入蒺藜目。在APG IV 分类法中此分类保持不变。
本科植物一般为灌木，也有少数是乔木或多年生草本植物，叶为两个至多数的羽状复叶，托叶成对；花两性，雄蕊花丝基部有鳞状附属物；果实为蒴果，稀为浆果或核果。
本科植物多数是重要的防风固沙植物，有的品种种子可榨取工业用油或提取染料。

## 其他名称
- 龟头树科 Balanitaceae Endl. (1841)
- Tribulaceae Trautv. (1853) (蒺藜科，现在常用的拉丁文名称如果直译是“驼蹄瓣科”）

## 属
- Augea
- 龟头树属 Balanites
- 维腊木属 Bulnesia
- Fagonia
- 愈疮木属 Guaiacum
- Halimiphyllum
- Izozogia
- Kallstroemia
- Kelleronia
- Larrea
- Metharme
- Miltianthus
- Morkillia
- Neoluederitzia
- Pintoa
- Plectrocarpa
- Porlieria
- Roepera
- 霸王属 Sarcozygium
- Seetzenia
- Sericodes
- Sisyndite
- 四合木属 Tetraena
- Tribulopis
- 蒺藜属 Tribulus
- Viscainoa
- 驼蹄瓣属 Zygophyllum